# Jugendgarantie
Jugendgarantie ist der Name eines arbeitsmarkt-, jugend- und sozialpolitischen Instruments der Europäischen Union zur dauerhaften Senkung der Zahl der jugendlichen NEETs in den Mitgliedsstaaten der Union. NEET ist ein Akronym des Begriffs „Not in Education, Employment or Training – nicht in Ausbildung, Arbeit oder Schulung“ – und bezeichnet die Gruppe Jugendlicher und junger Erwachsener, die keine Schule besuchen, keiner Arbeit nachgehen und sich nicht in beruflicher Ausbildung befinden.
Obwohl in der Rechtssprache im deutschsprachigen Raum zumeist nur 14- bis 17-Jährige als Jugendliche bezeichnet werden, gelten nach der Definition der Vereinten Nationen (und damit auch der ILO) 15- bis 24-Jährige, seit einigen Jahren sogar 15- bis 29-Jährige als Jugendliche.

## Geschichte
Vor allem in der Folge der Weltfinanzkrise ab 2007 sowie der Eurokrise ab 2010 erhöhte sich bis 2013 kontinuierlich die Quote junger Arbeitsloser in den Mitgliedsstaaten der Europäischen Union. In der gesamten EU betrug sie 2013 (ohne Großbritannien) 24,4 Prozent. In Griechenland waren 2013 sogar 58,3 Prozent der jungen Leute im Alter von 16 bis 24 Jahren arbeitslos.
Um durch ein möglichst frühzeitiges Eingreifen von Beginn an zu verhindern, dass junge Menschen über einen längeren Zeitraum arbeitslos bleiben, empfahl der Europäische Rat den Mitgliedsstaaten der EU am 17. Juni 2011, sicherzustellen, dass allen jungen Menschen unter 25 Jahren innerhalb eines Zeitraums von vier Monaten, nachdem sie arbeitslos werden oder die Schule verlassen, eine hochwertige Arbeitsstelle oder Weiterbildungsmaßnahme oder ein hochwertiger Ausbildungs- bzw. Praktikumsplatz angeboten wird. Ausgangspunkt der Abgabe der Jugendgarantie an einen jungen Menschen sollte die Registrierung bei einem Arbeitsvermittlungsdienst sein; und für die „NEETs“, die bei keinem Arbeitsvermittlungsdienst registriert sind, sollten die Mitgliedstaaten einen entsprechenden Ausgangspunkt festlegen, um die Jugendgarantie innerhalb desselben Zeitrahmens von vier Monaten abzugeben.
Die Europäische Kommission legte im Dezember 2012 einen Vorschlag für eine Jugendgarantie vor. Das Europäische Parlament unterstützte am 16. Januar 2013 mehrheitlich diesen Vorschlag. Am 22. April 2013 wurde er vom EU-Ministerrat angenommen und im Juni 2013 vom Europäischen Rat gebilligt. Auch die Arbeitsminister der G20-Runde verpflichteten sich auf ihrer Tagung am 10. und 11. September 2014 in Melbourne zu konkreten Maßnahmen, um nach dem Vorbild der Jugendgarantie der EU junge Menschen in Ausbildung, Weiterbildung und Beschäftigung zu bringen.
2018 bilanzierte die Europäische Kommission: „Die Jugendgarantie ist unionsweit Realität geworden. Sie hat dazu beigetragen, das Leben von Millionen junger Europäer zu verbessern. Seit 2014 haben sich jährlich mehr als 5 Millionen junge Menschen in Jugendgarantie-Programmen registriert. Seitdem haben jedes Jahr über 3,5 Millionen von ihnen ein Stellen-, Weiterbildungs-, Praktikums- oder Ausbildungsangebot angenommen. Im Rahmen der Beschäftigungsinitiative für junge Menschen erhielten über 2,4 Millionen junge Menschen in der EU direkte Unterstützung.“
Bis 2019 gelang es, die Jugendarbeitslosenquote in der EU von 24,4 auf 14,9 Prozent zu senken.
Am 1. Juli 2020 bewertete das deutsche Bundesministerium für Arbeit und Soziales die Jugendgarantie als „europäischen Erfolg“, da sie 24 Millionen jungen Menschen in Europa habe helfen können. Allerdings sei die Jugendarbeitslosenquote in vielen Ländern der EU immer noch unakzeptabel hoch. Die COVID-19-Pandemie verschärfe die Herausforderung, den jungen Menschen in Europa eine berufliche Perspektive zu bieten. Die Jugendgarantie solle erneuert und müsse an die veränderten Verhältnisse angepasst werden.
Nicolas Schmit, sozialdemokratischer Kommissar für Beschäftigung, Soziales und Integration in der EU-Kommission, sieht ein Hauptproblem bei dem Versuch, allen jungen Menschen in der EU zeitnah einen Ausbildungs- oder Arbeitsplatz zu verschaffen, in einer unzureichenden Qualifikation vieler Klienten, die ihre Beschäftigungsfähigkeit beeinträchtige. Insbesondere müssten junge Menschen, die heute auf den Arbeitsmarkt kommen, über ein Mindestmaß an digitalen bzw. Computerkenntnissen verfügen. Ohne drastische Maßnahmen wie eine Verdreifachung der Mittel für die Jugendgarantie ab 2020 und flankierende bildungs-, struktur- und arbeitsmarktpolitische Maßnahmen der EU-Mitgliedsstaaten werde, so Schmit, eine „verlorene Generation“ entstehen, und die EU drohe „auseinanderzufliegen“.
Das „Forschungsinstitut für innovative Arbeitsgestaltung und Prävention (fiap)“ vertritt die Auffassung, dass zwar am Ausgang der COVID-19-Krise vor allem die Aufgabe bestehe, die allgemeine Arbeitslosigkeit und insbesondere die Jugendarbeitslosigkeit auf ein möglichst niedriges Niveau zurückzuführen. Zugleich biete aber die COVID-19-Krise die „einzigartige Chance, den wirtschaftlichen Erholungsprozess als ‚grüne Erholung‘ zu gestalten“, und zwar durch Einbezug der Ziele des Green New Deals.

## Inhalt
Durch die Jugendgarantie sagen alle EU-Mitgliedstaaten der Europäischen Union zu, zu gewährleisten, dass alle jungen Menschen unter 25 Jahren innerhalb von vier Monaten, nachdem sie arbeitslos geworden sind oder ihre Ausbildung abgeschlossen haben, ein hochwertiges Angebot für
- eine Beschäftigung,
- eine Weiterbildungsmaßnahme,
- eine Lehrstelle, einen Ausbildungsplatz oder
- ein Praktikum

erhalten.

## Maßnahmen(träger) und Finanzierung
Anhand des Nationalen Implementierungsplans zur Umsetzung der EU-Jugendgarantie in Deutschland wird deutlich, dass es schwierig ist, genau zu definieren, welche konkreten Maßnahmen der Umsetzung der Jugendgarantie in die Praxis dienen und wie viel Geld seit 2013 zur Umsetzung der Jugendgarantie ausgegeben wurde.
Die Europäische Union als Initiatorin der Jugendgarantie finanziert die Jugendgarantie zur Hälfte über den Europäischen Sozialfonds (ESF), zur anderen Hälfte über eine eigene, für den Zeitraum 2014–2015 vorgezogene Haushaltlinie „Jugendbeschäftigung“ innerhalb der Rubrik Ib „Wirtschaftlicher, sozialer und territorialer Zusammenhalt“ im Mehrjährigen Finanzrahmen. Im Etat des ESF existiert seit 2014 ein Posten „Beschäftigungsinitiative für junge Menschen“ („Youth Employment Initiative – YEI“). Für den Zeitraum 2014 bis 2020 wurden von der EU zunächst 6,4 Milliarden Euro für die am stärksten betroffenen Mitgliedstaaten angesetzt. Im Jahr 2017 wurde der Betrag auf 8,8 Milliarden aufgestockt.
Wenn die Kosten der Jugendgarantie bilanziert werden, werden auch Mittel in die Berechnung einbezogen, die von den Mitgliedsstaaten der EU bereitgestellt werden. So verweist etwa der Nationale Implementierungsplan Deutschlands auf „seit Jahren [in Deutschland bestehende] gesetzliche Ziele, um Ausbildung oder Arbeit suchende junge Menschen unverzüglich zu vermitteln“ (S. 18) sowie diesen Zielen dienende Instrumente. Unklar ist, ob die Weiterfinanzierung solcher Strukturen in der Kategorie „Finanzierung der Jugendgarantie“ berücksichtigt werden soll (in anderen EU-Staaten mussten/müssen solche Instrumente noch implementiert und erstmals finanziert werden; dass bereits existierende nationale Finanzierungen wegen des Erhalts von ESF-Mitteln nicht gekürzt werden, wurde bei Einführung der Jugendgarantie als selbstverständlich unterstellt).
Die ab 2014 weiterhin bestehenden und ab 2014 geplanten neuen Maßnahmen zur Umsetzung der Jugendgarantie in Deutschland werden laut dem Implementierungsplan von 2014 aus verschiedenen Haushalten finanziert. Neben Beitragsmitteln der Arbeitslosenversicherung werden auch Steuermittel von Bund, Ländern und Kommunen und ESF-Mittel des Bundes und der Länder eingesetzt. Die deutsche Wirtschaft bringt sich in Form der von ihr getragenen Kosten der Dualen Berufsausbildung finanziell ein. In Deutschland betrugen 2013 die Netto-Ausbildungskosten der Betriebe (d. h. ihre Ausbildungskosten nach Abzug der Ausbildungserträge) rd. 5,6 Mrd. Euro im Jahr. (S. 41 f.)

## „Verstärkte Jugendgarantie“
Im Jahr 2020 schrieb die Europäische Kommission der Jugendgarantie die Wirkung zu, dass von deren Einführung bis zum Februar 2020 die Zahl der NEETS um 1,7 Millionen gesunken sei. Innerhalb der EU sei die Jugendarbeitslosigkeit auf ein „Rekordtief“ von 14,9 % gesunken. Allerdings seien infolge der COVID-19-Pandemie ab März 2020 junge Menschen unverhältnismäßig stark beeinträchtigt darin gewesen, eine Ausbildungs- oder eine Arbeitsstelle zu finden. Daher wurde die Jugendgarantie durch eine Erhöhung der Höchstaltersgrenze für eine Inanspruchnahme der Jugendgarantie auf 29 Jahre „verstärkt“. Der Fokus der „verstärkten Jugendgarantie“ wurde auf „besonders schutzbedürftige junge Menschen – wie beispielsweise diejenigen, die mit einer Behinderung leben, die einer Minderheit angehören oder die in abgelegenen ländlichen Gebieten oder benachteiligten Stadtteilen wohnen“, gerichtet. „Jungen Menschen soll“, so das deutsche Bundesministerium für Arbeit und Soziales, „eine möglichst frühzeitige und individuell zugeschnittene Beratung angeboten und der Erwerb von – angesichts des Wandels der Arbeitswelt erforderlichen – digitalen und ökologischen Qualifikationen ermöglicht werden“.
Die Europäische Kommission verkündete unmittelbar nach Beginn der COVID-19-Pandemie, dass für das restliche Jahr 2020 „vor allem Maßnahmen prioritär sein [sollen], die bei der Erholung nach der Krise helfen können.“ Die Verstärkung der Jugendgarantie wird in diesem Zusammenhang ausdrücklich als eine der angesprochenen Maßnahmen bezeichnet.
Die „Verstärkung“ der Jugendgarantie wurde finanziell durch das Programm „NextGenerationEU“ abgesichert, das die ökonomischen Folgen des Pandemieschocks abmildern sollte. Das Budget ist in dem Etat für REACT-EU (Recovery Assistance for Cohesion and the Territories of Europe) berücksichtigt, der für die Jahre 2021 und 2022 den Betrag von 55 Milliarden Euro an „frischen zusätzlichen Mitteln zu existierenden Programmen der Kohäsionspolitik“ der EU für den Wiederaufbaufonds bereitstellte. Diese Mittel dienen allerdings nicht nur der Finanzierung der verstärkten Jugendgarantie.
Allerdings bewertete die deutsche Kolpingjugend am 9. Mai 2021 die für die Förderung junger Menschen aufgewandten Mittel für unzureichend: „Wenn Europa wettbewerbsfähig bleiben und ‚Next Generation EU‘ seinem Namen gerecht werden will, muss jetzt mehr in Europas Jugend investiert werden. Denn Studien belegen inzwischen, was viele bereits vermutet haben: Junge Menschen sind besonders stark von den wirtschaftlichen und sozialen Folgen der Pandemie betroffen. Auch die Weltgesundheitsorganisation (WHO) warnt vor unverhältnismäßigen Auswirkungen auf die Jugend in Bezug auf Bildung, Einkommen, Beschäftigung und psychische Gesundheit. Doch obwohl junge Menschen die wirtschaftlich am stärksten betroffene Gruppe sind, finden sich ihre Bedürfnisse in den sozialen und wirtschaftlichen Maßnahmen zur Bekämpfung der Krise und ihren Folgen nicht ausreichend wieder.“
Der DGB errechnete im Oktober 2020, dass die EU angesichts der Gefahr einer starken Rezession 50 Milliarden Euro allein für die Verstärkte Jugendgarantie ausgeben müsse, damit die Gefahr abgewendet werde, dass sich tatsächlich während der Pandemie in der EU die Zahl arbeitsloser Jugendlicher auf 4,8 Millionen mehr als verdoppele.

## Stellungnahmen und Kritik

### Europäischer Rechnungshof
Der Europäische Rechnungshof monierte im April 2017, dass nur 62 Prozent der unter dem Programm „Jugendgarantie“ registrierten jungen Menschen Ende 2015 eine Weiterbildung, ein Praktikum oder einen Ausbildungsplatz gefunden hätten. An „Strategien mit klaren Etappenzielen und Zielsetzungen“ habe es gemangelt. Zudem habe das Risiko bestanden, dass die EU-Mittel einfach an die Stelle nationaler Fördermittel traten, ohne einen Mehrwert zu erbringen.

### Europa-Abgeordnete
Sven Schulze, Abgeordneter (EVP) im Europäischen Parlament kritisiert 2020, dass Mitgliedsstaaten mit extrem hoher Jugendarbeitslosigkeit keine nachhaltigen Reformen ihrer Arbeitsmärkte anpackten. Ihm bereite es Sorge, dass viele Mitgliedstaaten das Geld aus Brüssel zwar angenommen, dafür aber ihre nationalen Förderprogramme mit gleicher Zielsetzung zurückgefahren hätten. Er beobachte in der europäischen Sozialpolitik generell schon seit Längerem, „dass wir mit unseren Förderangeboten ein Missverhältnis zwischen Erwartungen in der Bevölkerung und der Fähigkeit der EU, diese Erwartungen auch zu erfüllen, schaffen“.

### Parteien in den EU-Mitgliedsstaaten
In ihrem Programm für die Bundestagswahl 2013 bewertete die FDP die Jugendgarantie als „ordnungspolitisch falsch“. Die Liberalen befürworteten stattdessen die Einführung des dualen Ausbildungssystems in den Krisenstaaten. Staatlich finanzierte Beschäftigungsprogramme wie die von der Europäischen Kommission vorgeschlagene Jugendgarantie seien auf Dauer unfinanzierbar, bewirkten lediglich Strohfeuereffekte, und ihre Ausgaben verschärften weiter die Staatsfinanzkrise.
Auch die CDU sah 2014 auf ihrem 26. Parteitag einen sinnvollen Beitrag der Partei im Rahmen der Jugendgarantie darin, „andere europäische Länder dabei [zu] unterstützen, die erfolgreiche duale Ausbildung in Schule und Betrieb einzuführen, weil  sie jungen Menschen eine gute berufliche Zukunft eröffnen kann.“ Denn „[z]entral im Kampf gegen Jugendarbeitslosigkeit sind weiterhin Wirtschaftswachstum, ein flexibler Arbeitsmarkt und ein gutes Ausbildungssystem.“
In ihrer Eigenschaft als Teil der Opposition im Deutschen Bundestag begrüßte es die SPD-Bundestagsfraktion am 4. Juni 2013, dass besonders den Jugendlichen in Ländern mit extrem hoher Arbeitslosigkeit von der EU und nicht so stark betroffenen Mitgliedsstaaten geholfen werden solle. Sie kritisierte allerdings, dass die damals schwarz-gelbe Bundesregierung „keinen Anlass, zusätzliche Maßnahmen zur Erfüllung der Jugendgarantie in Deutschland zu initiieren,“ sehe. Trotz der europaweit relativ niedrigen Jugendarbeitslosenquote gebe es in Deutschland 260.000 Jugendliche, die „im Übergangsbereich zwischen Schule und Ausbildung hängen, obwohl die meisten von ihnen durch ihren Schulabschluss über eine ausreichende Qualifikation verfügen, um sofort in eine Ausbildung zu starten“.
Bündnis 90/Die Grünen begrüßten 2013 die Idee einer Jugendgarantie. Allerdings begegneten sie dem Projekt mit Skepsis: „Ob diese wohlklingende ‚Jugendgarantie‘ tatsächlich mehr als nur ein Versprechen für die von der Krise betroffenen Jugendlichen in Europa sein wird, wird sich zeigen. Dazu müssen die zugesagten Mittel tatsächlich bereitgestellt werden sowie zügig und ergebnisorientiert in konkrete und effektive Maßnahmen und Projekte umgesetzt werden.“
In der Zeitschrift „Luxemburg“ der Rosa-Luxemburg-Stiftung (der Parteistiftung der Linken) wird kritisiert, dass die Gelder der „Beschäftigungsinitiative für junge Menschen“ nicht proportional zur Zahl der erwerbslosen Jugendlichen in den Ländern, die an dem Programm teilhaben, verteilt würden, sondern nach politischen Gesichtspunkten. Dass Spanien, Italien und Frankreich das meiste Geld erhielten, liege nicht daran, dass dort die Not junger Leute am größten sei. In Großbritannien, das erst 2019 aus der EU ausschied, habe es z. B. 2015 mehr NEETs gegeben als in Spanien. Auf einen NEET in Spanien seien 2015 1038 Euro Fördermittel, auf einen NEET in Bulgarien nur 294 Euro entfallen. Dass der Begriff „NEET“ im Zentrum der Jugendgarantie stehe, sei kein Zufall, da die Jugendgarantie von demselben neoliberalen Geist geprägt sei wie das Gedankengut, das zur Popularisierung des Begriffs „NEET“ geführt habe. Als Ursache der mangelnden Bereitschaft der Unternehmen, junge Erwachsene einzustellen, gälten unter anderem „zu hohe Löhne und ›Lohnnebenkosten‹“. Die Jugendgarantie der EU sei „der untaugliche Versuch, das Problem der Jugendarbeitslosigkeit isoliert von den es konstituierenden ökonomischen Verhältnissen zu behandeln“. Quantitativ sei das Programm unzulänglich, weil die verfügbaren finanziellen Mittel, gemessen an der Zahl der betroffenen Personen, viel zu gering seien. Es sei aber auch qualitativ untauglich, weil es die Ursachen der hohen Jugendarbeitslosigkeit verkenne. Es müsse „festgehalten werden, dass eine mehr oder minder hohe Erwerbslosigkeit eine Funktionsbedingung der kapitalistischen Produktionsweise ist“.

### Wirtschaftsforscher
Im August 2013 untersuchte das ifo Institut für Wirtschaftsforschung die Effektivität verschiedener Methoden zur Reduzierung der Jugendarbeitslosigkeit in der EU. Bereits damals, so das ifo, sei abzusehen gewesen, dass die Langfristwirkung von Maßnahmen zur Bekämpfung der Jugendarbeitslosigkeit umso geringer ausfallen werde, je kurzfristiger die beabsichtigte Wirkung geplant sei. Ein Angebot für einen arbeitslosen Jugendlichen sei zwar besser als nichts, eine „Praktikantenschwemme“ in den Betrieben verhindere aber den gewünschten „Klebeeffekt“, d. h. die eigentlich anzustrebende langfristige Bindung eines jungen Menschen an einen Betrieb.
Das ifo bezweifelt, dass die EU allen jugendlichen Arbeitslosen in der EU helfen könne. Das sei auch nicht ihre Aufgabe. Die Mitgliedsstaaten seien es, die Konzepte zur Bekämpfung der Arbeitslosigkeit im eigenen Land entwickeln müssten. Sie seien verpflichtet, dabei nicht nur an junge Menschen zu denken.

### Gewerkschaften
In seiner Stellungnahme vom 29. April 2013 begrüßte der Deutsche Gewerkschaftsbund (DGB) das Bemühen der Europäischen Union, aktiv gegen die hohe Jugendarbeitslosenquote in der EU vorzugehen. Er lehnte jedoch entschieden den Einbezug von Praktika als Instrument der Jugendgarantie ab. Darüber hinaus müsse die Jugendgarantie jungen Menschen qualitativ gute Ausbildungsplätze und regulär bezahlte und qualitativ gute Arbeitsstellen vermitteln sowie Interessierten weiterführende und weiter qualifizierende Bildungsangebote und Plätze an staatlichen Hochschulen anbieten können.
Im Oktober 2016 bilanzierte Tom Vrijens, Vorsitzender des Europäischen Gewerkschaftsbundes (EGB) „Der EGB hat die Jugendgarantie immer unterstützt. […] Aber die Ergebnisse sind bisher enttäuschend.“ Die Qualitätskriterien der Angebote der vorangegangenen drei Jahre ließen zu wünschen übrig, nationale Arbeitsvermittlungsstellen seien nicht so aktiv, wie es wünschenswert wäre, die Sozialpartner, die Zivilgesellschaft und die betroffenen jungen Leute müssten eine aktivere Rolle spielen, und vor allem sei das Projekt in erheblichem Umfang unterfinanziert. Die Internationale Arbeitsorganisation (ILO) veranschlagte die tatsächlich benötigten Mittel für die Einlösung des in der Jugendgarantie enthaltenen Versprechens auf 45,4 Mrd. Euro allein für das Jahr 2014.
Im Mai 2020 zeigte sich auch Tea Jarc, Vorsitzende der Jugend im EGB von der Praxis der Jugendgarantie enttäuscht. Die „Youth Employment“-Initiative sei zwar ein guter Ansatz, weil durch sie Praktika und Weiterbildungsmaßnahmen finanziert werden könnten. Allerdings bleibe die Initiative ein Tropfen auf den heißen Stein: Viele junge Menschen, die weder beschäftigt seien noch sich in Ausbildung befänden, würden nicht erreicht; oft nur kurzfristig gedachte Maßnahmen seien nicht geeignet, um langfristig vor Prekarität zu schützen. Die Jugendgarantie müsse mit guten Rahmenbedingungen für Praktika und Ausbildungsstellen verbunden werden und alle Unterstützungsmaßnahmen müssten am Ende dazu führen, dass junge Menschen Gute Arbeit fänden.
Zwei Monate später zog Joscha Wagner, stellvertretender Vorsitzender der Jugend im EGB, eine ernüchternde Bilanz: „Die EU konnte ihr Versprechen nicht halten, die ‚Garantie‘ war keine.“ Die Rezession als Folge der COVID-19-Pandemie werde die Jugendarbeitslosenquote auf mindestens 25 Prozent (EU-Durchschnittswert), möglicherweise aber auch auf 30 Prozent anheben, und Instrumente wie eine erneuerte Jugendgarantie könnten das nicht verhindern, wenn bei staatlichen Beihilfen nicht endlich tatsächlich auf die Qualität der Angebote für junge Leute geachtet werde. Fehler wie bei der „alten“ Jugendgarantie dürften sich bei der neuen nicht wiederholen. So seien Wagner zufolge in Spanien Gewerkschaften und Jugendorganisationen bei der nationalen Umsetzung nicht eingebunden worden, die Zielgruppe sei kaum erreicht worden, Unternehmen hätten die EU-Gelder missbraucht, um reguläre Jobs durch prekäre Kurzzeitbeschäftigungen zu ersetzen; gleichzeitig seien junge Menschen zum Gang in die Selbstständigkeit ermutigt worden – reguläre oder gar hochwertige Jobs seien jedoch kaum geschaffen worden.

### Sozialarbeiter
Aufbauend auf Gesprächen mit Sozialarbeitern, die regelmäßigen Kontakt mit NEETs haben, kritisiert Jan Bertram, Professor für Sozialpolitik und Sozialökonomie an der Katholischen Hochschule Mainz, den an der Humankapital-Theorie orientierten Ansatz der Organisatoren der Jugendgarantie. Diesem zufolge trügen „Investitionen, die heute in das Humankapital der jungen Europäerinnen und Europäer getätigt werden, […] dazu bei, die sozialen Marktwirtschaften in Europa zukunftsfähig zu machen […]. Der Union werden aktive, innovationsfreudige und qualifizierte Arbeitskräfte zugutekommen und sie kann gleichzeitig hohe Kosten für junge Menschen vermeiden, die weder einen Arbeitsplatz haben noch eine schulische oder berufliche Ausbildung absolvieren“. Der Humankapitalansatz geht davon aus, dass Individuen, in diesem Fall also NEETs, selbstständig und aus ihrem eigenen Interesse heraus in ihr Humankapital, d. h. im weitesten Sinne in ihre Beschäftigungsfähigkeit, etwa in Form von Bildung (z. B. Ausbildung, Praktikum), investieren. Probleme ergäben sich, so Bertram, jedoch, wenn rational vorgenommene Humankapitalinvestitionen zur alleinigen Voraussetzung einer gelingenden Teilhabe betrachtet würden. Wem es nicht gelinge, ausreichend in sein Humankapital zu investieren, der habe nach dieser Vorstellung die entsprechenden Konsequenzen, dem Rational-Choice-Ansatz folgend, selbst zu verantworten.
Als „arbeitsmarktfern“ ordnet Bertram solche Jugendlichen ein, „die nicht bei einer öffentlichen Arbeitsvermittlung als arbeitssuchend gemeldet sind und die aus diesem Grund in Teilen als […] in besonderem Ausmaß von gesellschaftlicher und materieller Deprivation betroffen gelten können.“ Bei besonders arbeitsmarktfernen „inaktiven“ NEETs lägen häufig „Vulnerabilitäten“ wie Obdachlosigkeit, Drogenabhängigkeiten usw. vor. Viele arbeitsmarktferne Jugendliche müssten überhaupt erst dazu befähigt werden, durch die Jugendgarantie gemachte Angebote auch wahrnehmen zu können. Praktiker müssten nicht nur die Möglichkeit haben, so Bertram, darüber zu berichten, ob jemand eine Ausbildung mache, wenn er schulmüde gewesen sei, und ob er wieder zur Schule gehe. Es müsse auch als Erfolg anerkannt werden, wenn jemand wohnungslos und drogenabhängig gewesen sei und die Praktiker es nach einigen Monaten erreicht hätten, dass der Betreffende eine stationäre Therapie mache und nicht mehr wohnungslos sei. So sei aber die Jugendgarantie nicht konzipiert.

### Kirchen
Die (katholische) Bischofskonferenz der EU begrüßt verstärkte Bemühungen um die Reduzierung der Jugendarbeitslosigkeit in der EU. Sie hält allerdings tiefgreifende Reformen in den Mitgliedsstaaten für erforderlich, die nur langfristig Erfolge zeigen könnten. Die Bischofskonferenz erinnert an die Enzyklika Caritas in veritate vom 29. Juni 2009. Papst Benedikt XVI. habe dort festgestellt, dass „[d]er langzeitige Ausschluß von der Arbeit oder die längere Abhängigkeit von öffentlicher oder privater Hilfe […] die Freiheit und die Kreativität der Person sowie ihre familiären und gesellschaftlichen Beziehungen“ untergrabe, „was schwere Leiden auf psychologischer und spiritueller Ebene mit sich“ bringe. Das seelische Wohlbefinden junger Menschen, so die Bischofskonferenz, liege der katholischen Kirche besonders am Herzen.